# Бартон (Мэриленд)
Бартон (англ. Barton) — город в округе Аллегейни в штате Мэриленд в Соединённых Штатах Америки.
Согласно данным переписи населения США 2020 года число жителей города 
составляло 457 человек.

## История
13 января 1964 года в городской черте Бартона, близ горы Савадж, произошла катастрофа бомбардировщика B-52, который перевозил две термоядерные бомбы; они были найдены «относительно неповрежденными среди обломков» и через два дня эвакуированы с места крушения

## География
Город Бартон расположен в основном вдоль долины реки Джорджес-Крик.
Согласно данным Бюро переписи населения США, общая площадь населённого пункта составляет 0,22 квадратных мили (0,57 км2), вся эта территория представляет собой сушу.
Ближайшие к городу населённые пункты: Лонаконинг, Люк, Мидленд, Уэстернпорт, Фростберг.